# فرودگاه صحرایی اوزوکی
فرودگاه صحرایی اوزوکی (به انگلیسی: Ozuki Air Field) یک فرودگاه نظامی است که یک باند فرود آسفالت بتن دارد و طول باند آن ۱۲۰۰ متر است. این فرودگاه در شهر شیمونوسکی، یاماگوچی کشور ژاپن قرار دارد .